# Quassussuup Tungaa

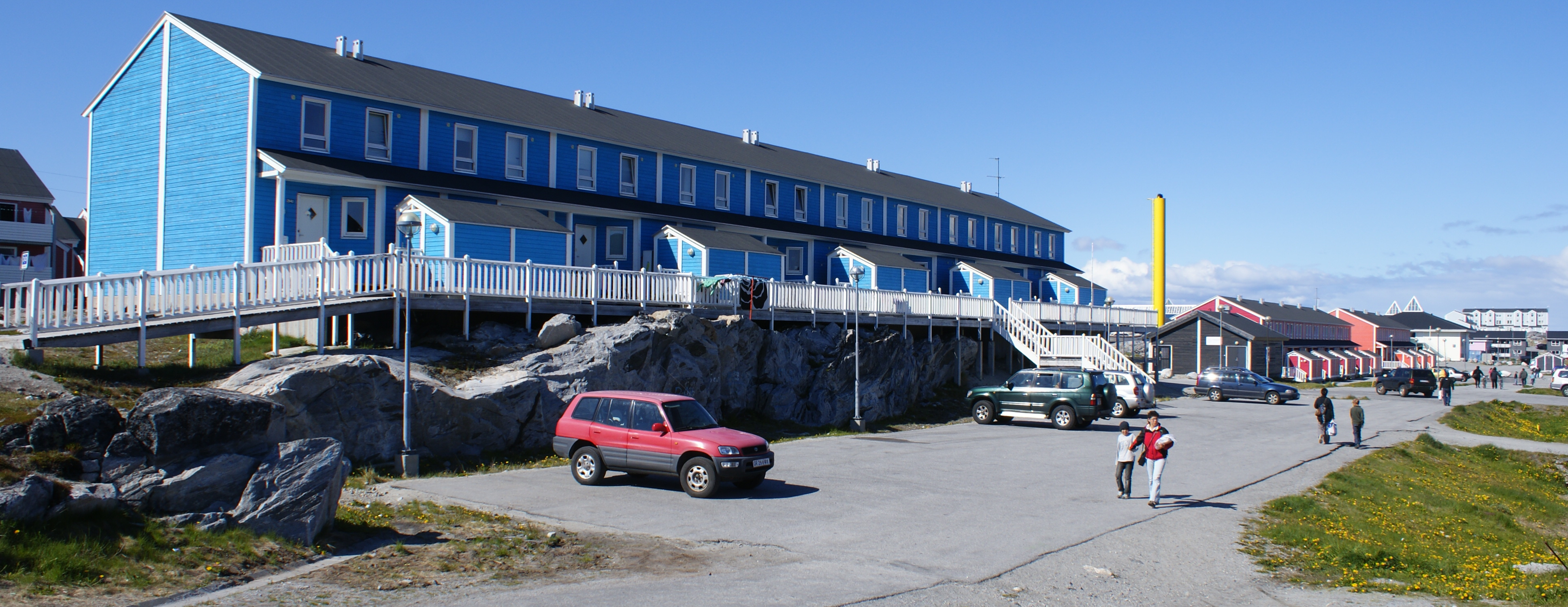
Quassussuup Tungaa

Quassussuup Tungaa är ett område i Nuuk, Grönlands huvudstad. Tillsammans med Qernertunnguit är det beläget i den nordvästra delen av staden, ut mot Godthåbsfjorden.

## Transport
Nuup Bussii förbinder området med Nuuks centrum.